# Saljoet Belgorod
Saljoet Belgorod (Russisch: ФК «Салют» Белгород, FK Saljut Belgorod) was een Russische voetbalclub uit Belgorod.

## Geschiedenis
De club onderging sinds de oprichting verschillende naamswijzigingen. In de jaren zestig speelde de club enkele jaren in de tweede klasse van de toenmalige Sovjet-Unie. Van 1971 tot 1989 vertoefde de club in de derde klasse. In 1992 begon club aan de competitie in de Russische tweede klasse en degradeerde ze na het eerste seizoen. In 1995 degradeerde de club naar de vierde klasse, maar keerde ze na één seizoen terug. In 1999 degradeerde de club opnieuw en keerde ze weer na één seizoen terug. In 2005 promoveerde de club naar de tweede klasse, waar het bleef tot degradatie volgde in 2010. In 2012 promoveerde de club weer terug. In februari 2014 trok de club zich vanwege financiële problemen terug en hield op te bestaan.

## Naamswijzigingen
- Tsementnik 1960–1963
- Spartak 1964–1969
- Saljoet 1970–1991, 1993–1995
- Energomasj 1991–1992
- Saljoet-YOEKOS 1996–1999
- Saljoet-Energija 2000-2009
- Saljoet sinds 2010